# بونقو

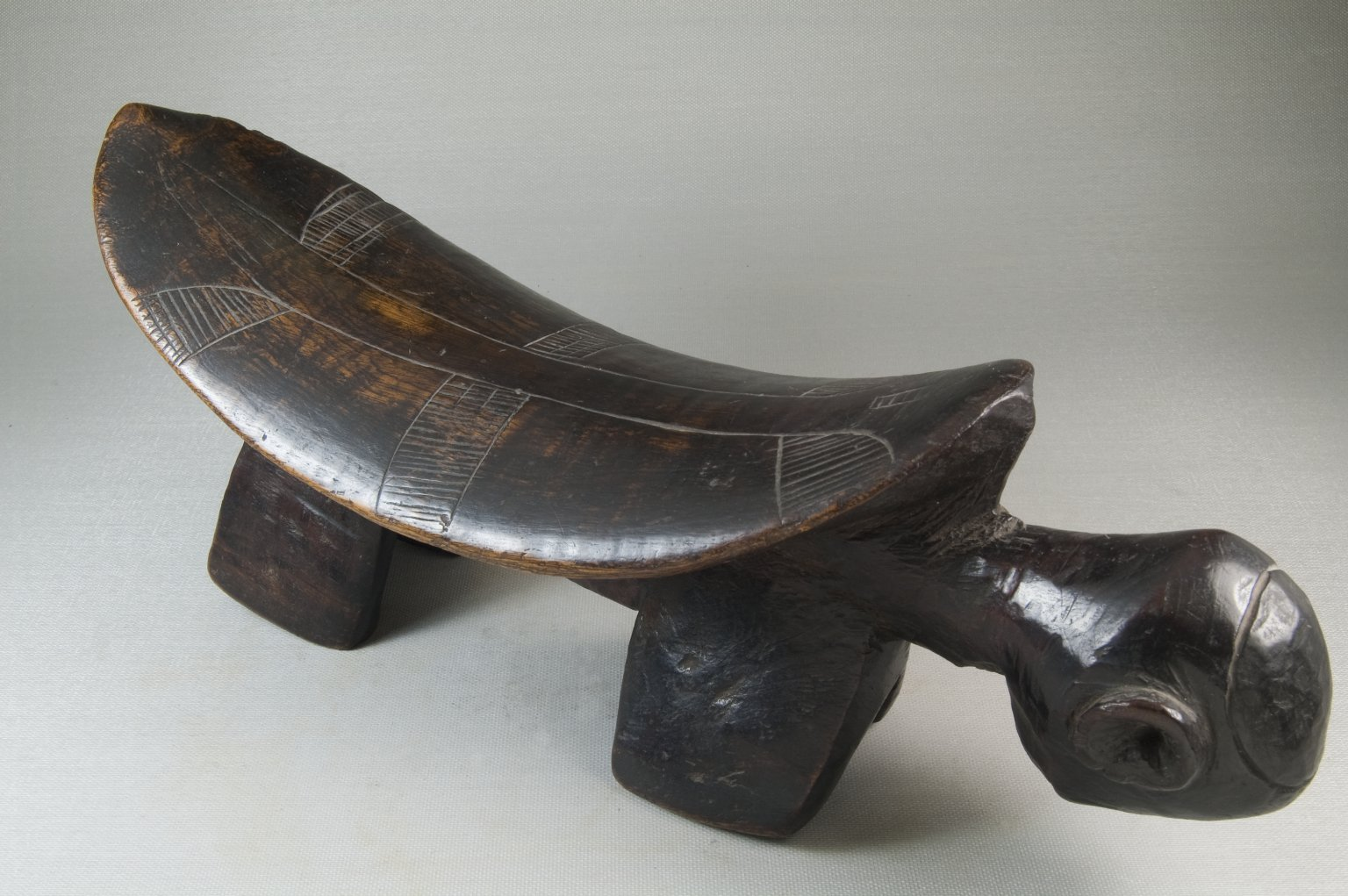
مقعد مزخرف في متحف غربي. ويضع البونقو تماثيل على قبور موتاهم للدلالة على كيف قضوا حياتهم

البونقو إحدى قبائل السودان، وتحديدا استوطن بعضهم جنوب السودان قادمين من الغابون. لهم عادات وتقاليد خاصة بالموتى. ويتحدثون كحال أغلب سكان تلك البلاد عربي جوبا بجانب لغتهم الأصلية.

## الطعام
يزرعون مختلف المحاصيل، من سمسم وذرة ولوبياء والفول، وأكلهم الرئيسي البفرة، فمن ورقه يصنعون «مُلاح» ومن قعره بليلة ومنه دقيق عصيدة.

## معرض الصور

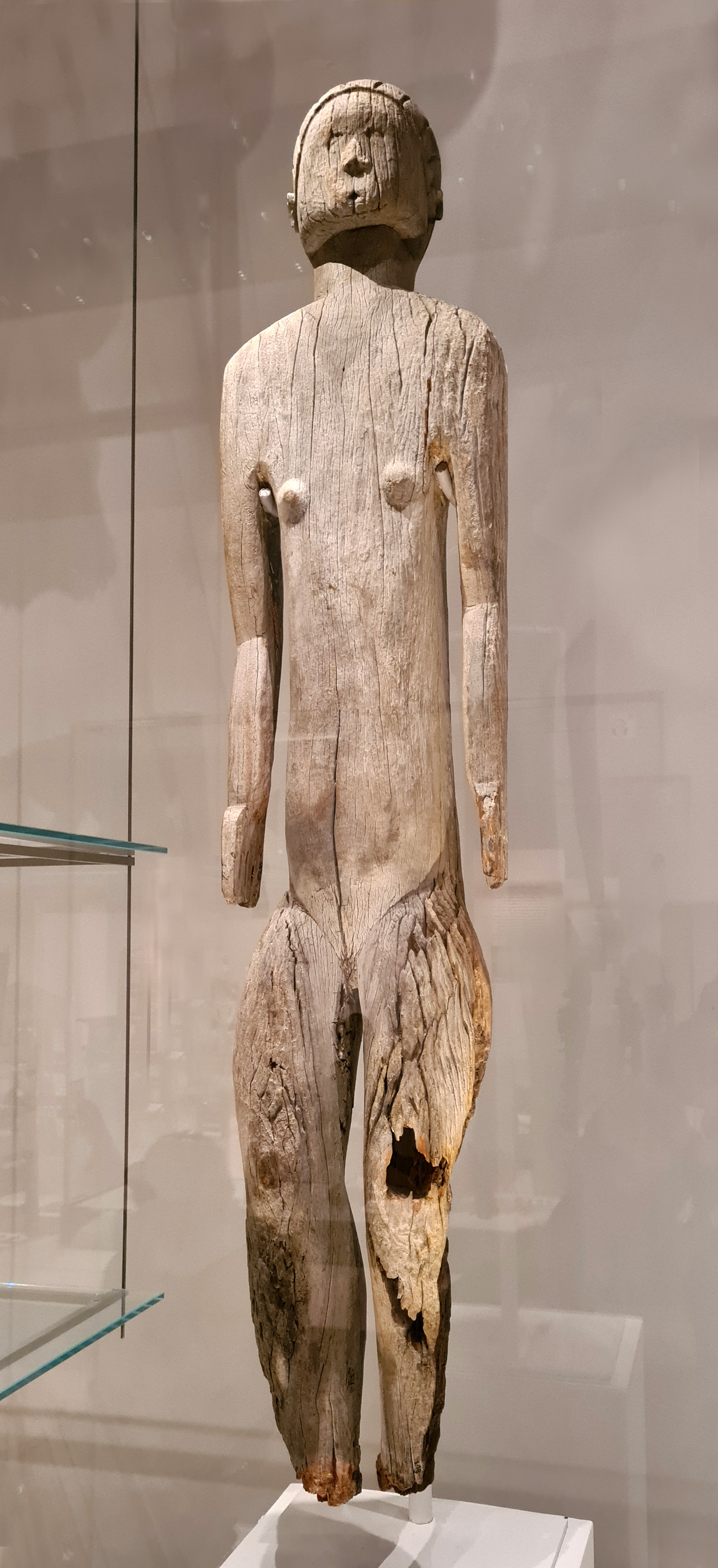
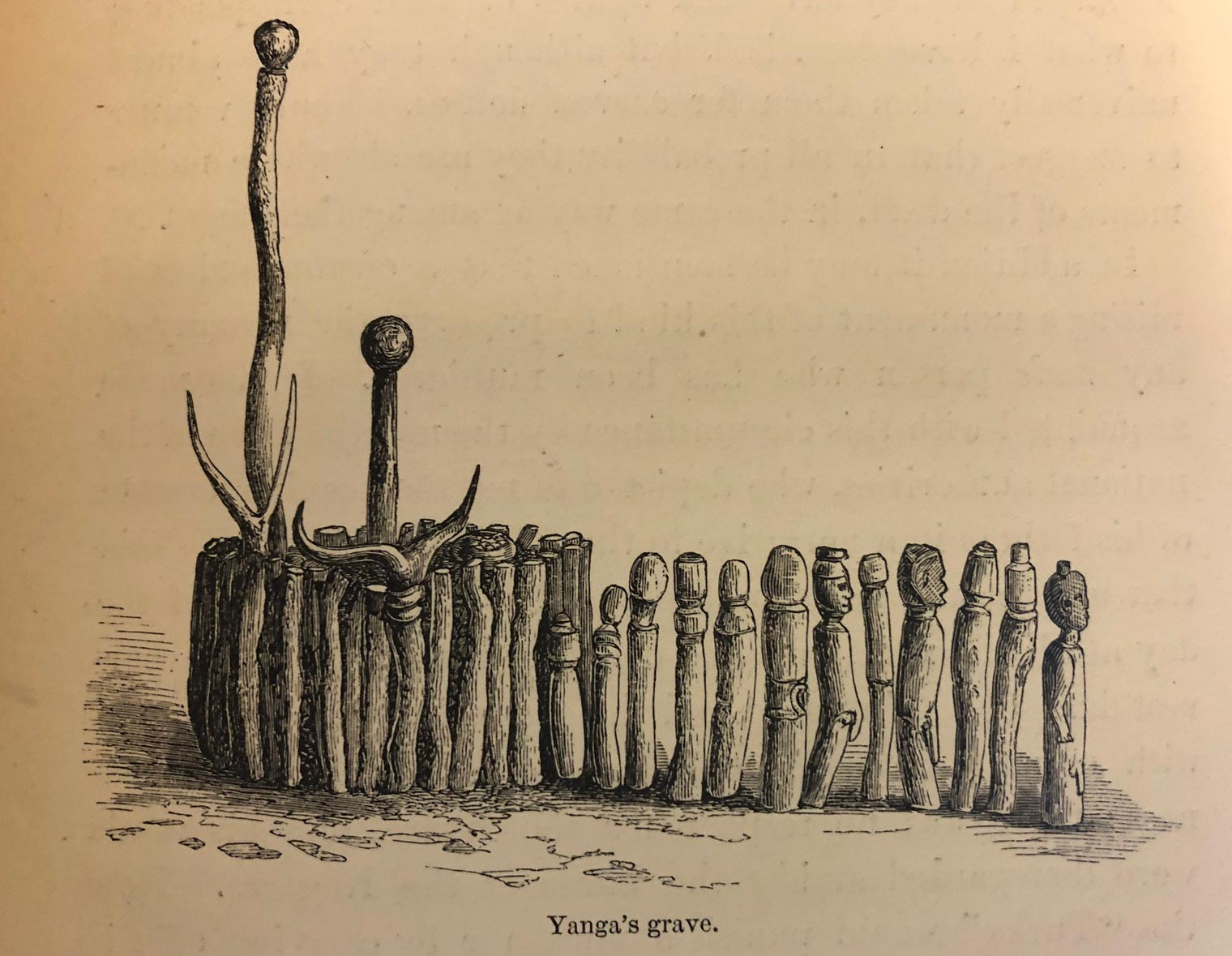
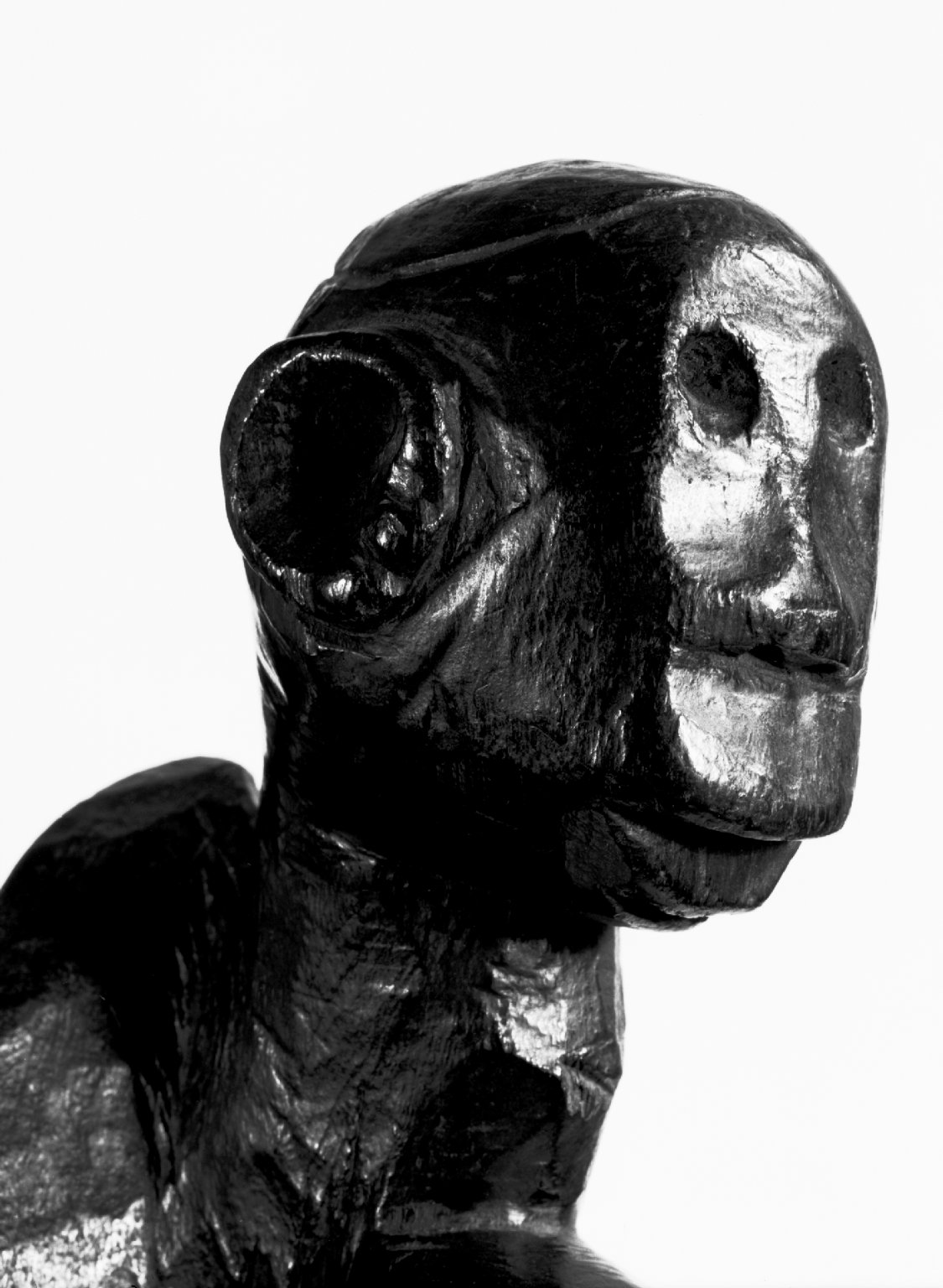
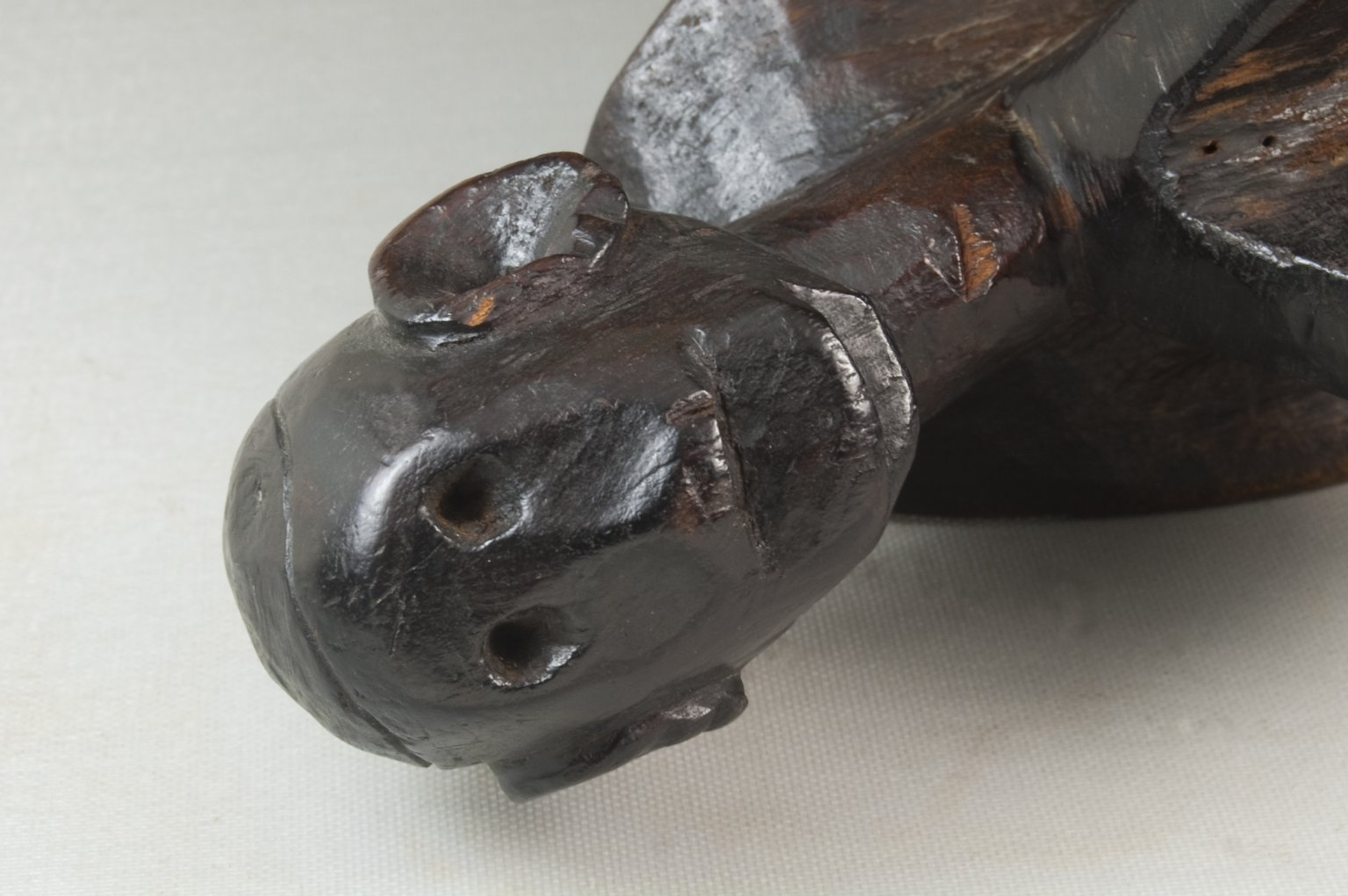